# Adesmia aegiceras
Adesmia aegiceras es una especie de planta floral del género Adesmia, categorizada en la tribu Dalbergieae, de la subfamilia Faboideae.
Fue descrita por el naturalista alemán Rodulfo Amando Philippi. Aparece registrada y publicada en una sección de la revista Linnaea: Ein Journal für die Botanik in ihrem ganzen Umfange 28: 648 de 1858.

## Distribución
Especie nativa de Argentina y Chile. Crece en el bioma subtropical.